# Maria Luisa Cassanmagnago Cerretti
Maria Luisa Cassanmagnago Cerretti (Bergamo, 7 aprile 1929 – Milano, 4 agosto 2008) è stata una politica italiana, esponente della Democrazia Cristiana e già parlamentare europea.

## Carriera politica

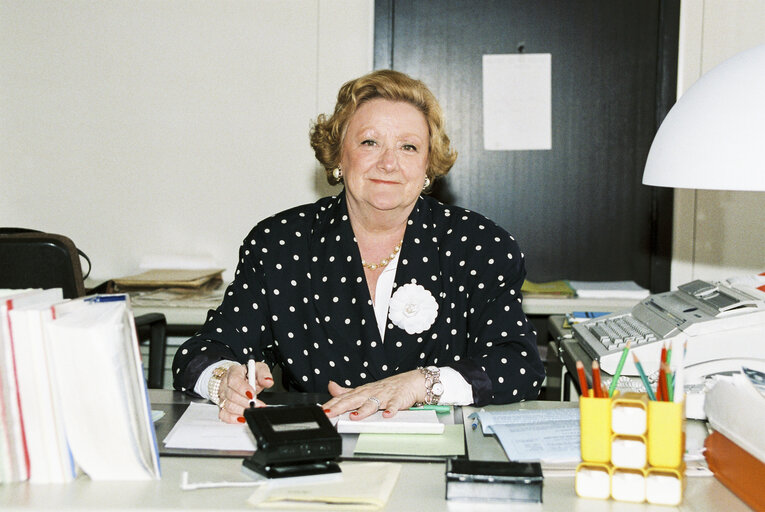
Maria Luisa Cassanmagnago Cerretti nel suo ufficio al Parlamento Europeo

Deputata nazionale dal 1972 al 1976 e dal 1976 al 1979, è stata eletta alle elezioni europee del 1979, riconfermata nel 1984 e nel 1989, è stata vicepresidente della Commissione per la verifica dei poteri, della Commissione per lo sviluppo e la cooperazione, della Delegazione per le relazioni con il Canada, Commissione per gli affari esteri e la sicurezza; membro di numerose commissioni fra cui la Commissione per i diritti della donna.
Dal 1979 al 1982 è stata vicepresidente del gruppo parlamentare del Partito Popolare Europeo.
Dopo lo scioglimento della DC, ha aderito al Partito Popolare Italiano. È stata membro dell'assemblea federale della Margherita.
È stata fino alla morte Presidente del Comitato d'Iniziativa lombardo per lo Stato Federale Europeo.